# Valefor
Valefor es un demonio que en demonología, según el Ars Goetia, es descrito como un Duque del Infierno.

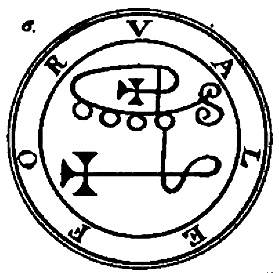
Sello de Valefor.

Es representado como un león con cabeza de hombre o de burro.
Tienta a la gente a robar y se encarga de mantener buenas relaciones entre ladrones, pero luego se los lleva al infierno. Valefor concede buenos espíritus familiares. Comanda diez legiones de demonios.
De acuerdo a las correspondencias con los arcanos menores del tarot establecidas en el Occult Tarot de Travis McHenry, su arcano equivalente es el 4 de oros, por lo que su decano zodiacal abarca los días entre 11 y el 21 de enero, aproximadamente.

## En la cultura popular
- En el videojuego Final Fantasy X en el primer eón de Yuna (personaje del mencionado juego). Aparece como una criatura dragón-fénix. Su ataque base son las "Alas sónicas" y sus turbos son el "Rayo devastador" y la "Lluvia de muerte", este último se consigue del perro de la dueña de la tienda de Besaid antes de empezar con el peregrinaje. Para conseguirlo debemos de volver a entrar al pueblo, después de que Lulu y Yuna se unan al grupo, hablar con la dueña de la tienda, la cual nos comenta que su pequeñín ha encontrado algo, e ir a la tienda que hay al fondo del pueblo y a la derecha, donde unos personajes están tejiendo con unos telares. "Hablamos" con el perro blanco-anaranjado y nos dará la "cosa llena de babas" para que Valefor aprenda Lluvia de muerte.

Magia oscura que domina desde el principio: Electro, Aqua, Piro y Hielo.
- En el MMORPG MapleStory, Valefor es el demonio principal de los ladrones.

- En el juego de cartas coleccionables Yu-Gi-Oh!, una de las cartas de monstruo, "Valafar Koa'ki Meiru", toma su nombre de Valefor.

- En los OVA de Sinbad no Bouken es representado el jefe de la sexta mazmorra como Valefor.